# 2006 K리그 드래프트

## 소개
| 드래프트 실시 일시 : 2005년 12월 20일 | 드래프트 실시 일시 : 2005년 12월 20일 |
| 총 드래프트 신청자 : 201명            | 총 드래프트 신청자 : 201명            |
| 지명 형식                             | 숫자                                  |
| ------------------------------------- | ------------------------------------- |
| 드래프트 지명                         | 41명                                  |
| 우선지명                              | 74명                                  |
| 클럽 유스팀 지명                      | 4명                                   |
| 창단팀 우선지명 (경남 FC)             | 8명                                   |
| 합계 : 127명                          |                                       |

## 특징
- 당시의 우선 지명 개념은 클럽 유소년 우선 지명과 구분되는 개념이다. 2006년 드래프트 제도 재개 발표 이전에 기존의 자유계약제에 따라 각 구단과 이미 계약을 마쳤던 선수들에 대해서 각 구단에 우선권을 부여한 것이었다. 2006년 드래프트에서 우선지명된 선수들은 최대 연봉 5천만원선에서 계약금없이 구단과 계약을 마쳤다.

- 이 드래프트까지만 해도 부천 SK의 이름으로 지명권을 행사하였는데 이 드래프트가 끝나고 약 50여 일뒤 SK는 제주로 연고이전을 하고 구단명을 제주 유나이티드로 변경하였다.

## 지명 결과
| 구단               | 우선 지명                                                                                      | 1순위  | 2순위  | 3순위  | 4순위  | 5순위  | 6순위  | 7순위  | 8순위  | 번외지명               |
| ------------------ | ---------------------------------------------------------------------------------------------- | ------ | ------ | ------ | ------ | ------ | ------ | ------ | ------ | ---------------------- |
| 대구 FC            | 장남석, 김종복, 박정식, 문주원, 이태우, 조홍규                                                 | 황금성 |        | 조용기 |        |        |        |        |        | 윤호                   |
| 대전 시티즌        | 김용태, 유재훈                                                                                 | 최근식 |        | 나광현 |        |        |        |        |        | 배기종                 |
| 성남 일화 천마     | 박재용, 김원재, 김정호, 차병민, 원유철                                                         |        |        |        | 이진규 |        |        |        | 김관호 | 권오규                 |
| 부산 아이파크      | 이승현, 조한진, 안선태, 조재현, 한설                                                           |        |        |        |        |        |        |        |        |                        |
| FC 서울            | 여효진, 안태은, 심우연, 기성용, 천제훈                                                         |        |        |        |        |        |        |        |        | 오기재                 |
| 부천 SK            | 최기석, 고정빈, 조형재, 박민근, 김명환, 강재욱, 김대경, 이동명, 최현연, 이주상, 정홍연, 임종원 |        | 이승현 |        |        |        |        | 한종원 | 박중천 |                        |
| 전남 드래곤즈      | 박천신, 유홍렬, 백진철, 장동혁, 강진규, 송태림, 이완, 박문기, 백승민                           | 송유걸 |        |        |        |        | 김태륭 | 홍진수 |        |                        |
| 수원 삼성 블루윙즈 | 이길훈, 백주현, 김윤구, 허재원, 서동현, 고경준                                                 |        | 한병용 | 이준영 |        |        | 이현호 |        |        |                        |
| 인천 유나이티드    | 김한원, 최병도                                                                                 |        | 변윤철 | 서민국 | 강진호 | 이강협 | 하성민 | 장경영 | 임택준 | 이세주, 서성철         |
| 울산 현대 호랑이   | 최광희, 김민오, 이현민, 이성민, 이상호, 황선일, 김승규, 이재목                                 | 권석근 | 김정국 |        | 박원홍 |        |        |        | 전현준 | 장재완, 박용규         |
| 전북 현대 모터스   | 염기훈, 김기덕, 권순태, 정인환, 김영신, 최철순, 정수종, 이현승                                 | 이도권 |        |        |        |        |        |        |        | 신상훈, 허훈구, 이재현 |
| 포항 스틸러스      | 박희철, 온병훈, 김윤식, 이태영, 신광훈                                                         |        |        | 김현범 | 김수연 |        |        |        |        |                        |
| 경남 FC            | 오원종, 정경호, 주재덕, 전상대, 김효준, 박현제, 기현서, 김동찬                                 |        |        |        |        |        |        |        |        | 김희섭                 |